# 安东尼奥·奥维耶多
安东尼奥·奥维耶多·萨尔达尼亚（西班牙語：Antonio Oviedo Saldaña，1938年10月22日—2022年5月17日），男，卡塞雷斯省人，西班牙职业足球运动员、教练员，司职前锋。

## 生平
1938年生于西班牙卡塞雷斯省巴伦西亚德亚尔坎塔拉。18岁时从萨莫拉足球俱乐部脱颖而出，成为马德里竞技的一员，但实际没有公开出场过。1957年2月，他与西乙球队科尔多瓦签约。1957年2月24日，他在对阵加的斯的比赛中首发出场并踢进1球。6月9日，他在对阵阿尔赫西拉斯的比赛中踢进4球。
1958年1月，在为巴列卡诺闪电短暂效力后，他转会西甲球队塞维利亚。他在2月9日的比赛中首次亮相，但以5：2的比分输给了毕尔巴鄂。
1959年夏，他加入了皇家马略卡。在首个赛季贡献了6个进球，成功让球队晋级西甲联赛。1963年，在遭遇降级后，他以主力身份加盟埃尔切。1966年后先后又效力格拉纳达和莱万特。1968年因膝伤退役。
此后，他又陆续担任帕布伦斯和巴利阿里等球队的主教练。1979年任皇家马略卡主教练。任内，他成功实现了球队的两次连续晋级，并在缺席6年的情况下让球队重回西乙联赛。1981年12月合约到期后，他重回之前的球队帕布伦斯和巴利阿里执教。1986年8月，他被任命为阿尔梅里亚体育中心俱乐部主教练。
2022年5月17日逝世。